# Cinema de São Tomé i Príncipe
El cinema de São Tomé i Príncipe no té una història extensa, ja que São Tomé i Príncipe no és una illa gran. No obstant això, hi ha hagut alguna realització de cinema.

## Cinema colonial
Els cineastes colonials van rodar documentals etnogràfics a São Tomé i Príncipe: Ernesto de Albuquerque va rodar A cultura do Cacau em Sao Tome el 1909, i Cardoso Furtado va rodar Serviçal e Senhor el 1910.

## Cinema contemporània
L'únic llargmetratge de São Tomé i Príncipe fins ara és A frutinha do Equador, una coproducció del 1998 entre Àustria, Alemanya i São Tomé i Príncipe. Dirigida per Herbert Brodl, amb actors de São Tomé, la pel·lícula combina història de fades, documental, road movie i comèdia.
Els documentals ambientats a l'illa són:
- Extra Bitter: The Legacy of the Chocolate Islands, documental del 2000 de Derek Vertongen
- Sao Tome, cent-pour-pent cacao, documental del 2004 de Virginie Berda
- Mionga ki Ôbo, documental del 2005 d'Ângelo Torres
- The Lost Wave, documental del surf de 2007 de Sam George